# Infinity Park
Infinity Park – stadion znajdujący się w Glendale w Stanach Zjednoczonych, służący przede wszystkim do rozgrywania spotkań rugby union.
Obiekt powstał w 2007 roku z inicjatywy tymczasowego burmistrza Glendale, Mike'a Dunafona. Prócz stadionu z czterema tysiącami miejsc siedzących i boiskiem o wymiarach 100 na 70 metrów z usankcjonowaną przez World Rugby sztuczną murawą w skład ośmioakrowego kompleksu wchodzi także infrastruktura towarzysząca – ścieżki do joggingu, trawniki, stoły piknikowe i miejsca na barbeque
Był domowym obiektem dla Glendale Raptors (Major League Rugby), męskich i żeńskich zespołów Glendale Merlins, Denver Stampede (PRO Rugby) oraz Denver Barbarians, gościł także college rugby oraz inne lokalne zawody, zarówno w rugby piętnasto- jak i siedmioosobowym. Na stadionie prócz reprezentacji Stanów Zjednoczonych grał też żeński zespół Barbarians, rozegrano na nim mecze w ramach Churchill Cup, North America 4 (w edycji 2008, Puchar Narodów Pacyfiku 2019, a od 2018 roku był areną turnieju USA Women’s Sevens wchodzącego w skład World Rugby Women’s Sevens Series.
Prócz rugby union na stadionie można uprawiać futbol amerykański, piłkę nożną, lacrosse czy frisbee.